# Martin Otto (Trainer)

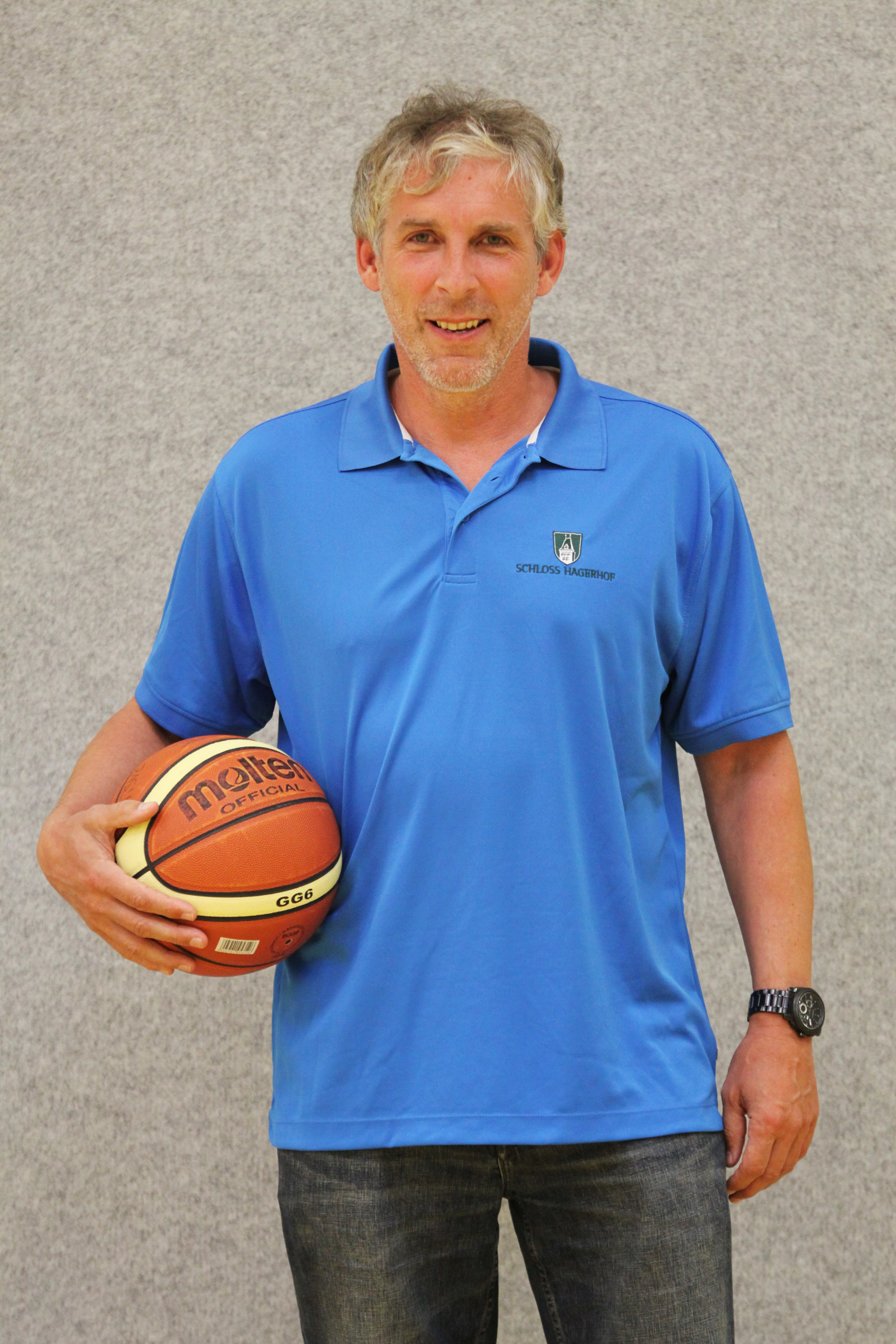
Martin Otto, Bundestrainer der deutschen Damen-Nationalmannschaft im Rollstuhlbasketball (2015)

Martin Otto (geboren 8. Oktober 1962 in Bonn) ist ein deutscher Rollstuhlbasketball-Trainer. Nach jahrelanger Zugehörigkeit beim ASV Bonn (1987–2011) trainierte er von 2011 bis April 2016 den Erstligisten RBC Köln 99ers und übernahm im Februar 2017 bis März 2021 das Amt des Cheftrainers der deutschen Damen-Nationalmannschaft.

## Biografie
Martin Otto wurde am 8. Oktober 1962 in Bonn als Sohn von Werner und Silvia Otto in eine Basketballfamilie geboren. Bereits in der Grundschule begann er seine Basketball-Laufbahn im Fußgänger-Bereich. Von 1975 bis 1995 nahm er unter anderem an zahlreichen Jugendmeisterschaften teil und spielte im weiteren Verlauf für Galatasaray Köln, den Godesberger TV und den Rhöndorfer TV in der 1. Bundesliga. Während seiner Zeit bei der Bundeswehr schaffte er den Sprung in den B-Kader der Bundeswehrnationalmannschaft. Nach seiner letzten Saison als Spieler in der Saison 1995/96 war Martin Otto im Anschluss 3 Jahre lang Co-Trainer der ersten Basketball - Bundesliga von Tatami Rhöndorf.
Martin Otto ist Lehrer mit den Fächern Sport und Biologie am Gymnasium Schloss Hagerhof in Bad Honnef. Mit den weiblichen Schulmannschaften gelang es ihm von 2008 bis 2023 immer, das Bundesfinale von „Jugend trainiert für Olympia“ in Berlin zu erreichen, und durfte in dieser Zeit vier Deutsche Meisterschaften, zwei Silbermedaillen, 5 Bronzemedaillen und die Teilnahme bei der Schulweltmeisterschaft 2013 in Zypern (4. Platz) feiern. Darüber hinaus trainiert er die Regionalliga Damen bzw. WNBL (Jugendbundesliga) in Rhöndorf und gewann 2001 mit der U20 die Deutsche Meisterschaft der SER Rhöndorf.
Seit 1987 ist Martin Otto auch im Rollstuhlbasketball aktiv. Bevor er sich dabei voll und ganz auf das Amt als Trainer fokussierte, ging er sowohl national als auch international selbst auf Korbjagd und feierte neben vier deutschen Pokalsiegen und drei deutschen Meisterschaften als Spielertrainer mit dem ASV Bonn 1999 auch den Gewinn des André-Vergauwen-Cups. Im Trikot der deutschen Nationalmannschaft durfte er sich 1999 mit Silber und 2002 mit Bronze bei den Europameisterschaften dekorieren und rollte für die deutschen Farben bei den Paralympics 2000 in Sydney und 2004 in Athen aufs Parkett. 2008 beendete er seine aktive Karriere als Spieler und wechselte vom Spielfeld an die Seitenlinie, zunächst zum ASV Bonn, mit dem er 2009 den Willi Brinkmann Cup holen konnte. Die letzten fünf Jahre war er für den Bundesligisten RBC Köln 99ers verantwortlich. In der Saison 2013/14 feierte er mit den 99ers den Gewinn des Eurocups.
Von Februar 2017 bis März 2021 trainierte Martin Otto als Bundestrainer zusammen mit Co-Trainerin Janet McLachlan die deutsche Damen-Nationalmannschaft. Er führte die Mannschaft als Head-Coach bei drei Großereignissen jedes Mal zu einer Medaille. Bei den Europameisterschaften gewann er 2017 Silber, 2019 Bronze und bei der Weltmeisterschaft 2018 in Hamburg Bronze. 2020 wurden die Basketballerinnen zur „Para -Mannschaft des Jahrzehnts“ gewählt und Martin Otto hat durch seine Erfolge einen Beitrag zu dieser Ehrung beigetragen.
Martin Otto ist verheiratet und Vater zweier Töchter, die ebenfalls im Basketball-Bereich mit Deutschen Meisterschaften und in Auswahlmannschaften erfolgreich waren.